# Euthyneura
Euthyneura Spengel, 1881 è un'infraclasse di molluschi gasteropodi della sottoclasse Heterobranchia. Considerato il numero di specie esistenti e la varietà di nicchie ecologiche occupate, è il raggruppamento che ha avuto, tra i gasteropodi, il maggior successo evolutivo.

## Descrizione
Comprende specie terrestri, di acqua dolce e marine, caratterizzate da una condizione anatomica definita eutineuria, ovvero dalla detorsione dei cordoni nervosi e del sacco dei visceri.  L'eutineria è il risultato di due distinti eventi evolutivi: il primo, occorso negli antenati di tutti i gasteropodi esistenti, è noto come torsione e comporta il fatto che gli organi viscerali e i cordoni nervosi "si attorciglino" causando la migrazione di alcuni organi dalla sinistra dell'animale alla sua destra e favorendo il trasferimento della cavità del mantello vicino alla testa dell'animale; tale evento ha prodotto un incrocio nelle commessure cerebroviscerali, definito chiastoneuria o streptoneuria. Il secondo evento evolutivo, caratteristico di questo raggruppamento, consiste nell'inversione della torsione, con conseguente "raddrizzamento" degli organi interni, e risoluzione dell'incrocio delle commissure.

## Tassonomia
L'infraclasse Euthyneura comprende taxa che in passato venivano attribuiti ai raggruppamenti degli Opisthobranchia e dei Pulmonata, ora ritenuti obsoleti. La monofilia del raggruppamento è oggi comunemente accettata e supportata da numerose sinapomorfie.
Secondo la classificazione adottata dal World Register of Marine Species (2020) l'infraclasse può essere suddivisa in 3 subterclassi (Acteonimorpha, Ringipleura e Tectipleura) così composte:
- Subterclasse Acteonimorpha
  - Superfamiglia Acteonoidea d'Orbigny, 1842
  - Superfamiglia Rissoelloidea Gray, 1850
- Subterclasse Ringipleura
  - Superordine Nudipleura
    - Ordine Nudibranchia
      - Sottordine Cladobranchia
        - Superfamiglia Aeolidioidea Gray, 1827
        - Superfamiglia Arminoidea Iredale & O'Donoghue, 1923 (1841)
        - Superfamiglia Dendronotoidea Allman, 1845
        - Superfamiglia Doridoxoidea Bergh, 1899
        - Superfamiglia Fionoidea Gray, 1857
        - Superfamiglia Proctonotoidea Gray, 1853
        - Superfamiglia Tritonioidea Lamarck, 1809

      - Sottordine Doridina
        - Infraordine Bathydoridoidei
          - Superfamiglia Bathydoridoidea Bergh, 1891

        - Infraordine Doridoidei
          - Superfamiglia Chromodoridoidea Bergh, 1891
          - Superfamiglia Doridoidea Rafinesque, 1815
          - Superfamiglia Onchidoridoidea Gray, 1827
          - Superfamiglia Phyllidioidea Rafinesque, 1814
          - Superfamiglia Polyceroidea Alder & Hancock, 1845

    - Ordine Pleurobranchida
      - Superfamiglia Pleurobranchoidea Gray, 1827

  - Superordine Ringiculimorpha
    - Superfamiglia Ringiculoidea Philippi, 1853
- Subterclasse Tectipleura
  - Ordine Aplysiida
    - Superfamiglia Akeroidea Mazzarelli, 1891
    - Superfamiglia Aplysioidea Lamarck, 1809

  - Ordine Cephalaspidea
    - Superfamiglia Bulloidea Gray, 1827
    - Superfamiglia Cylichnoidea H. Adams & A. Adams, 1854
    - Superfamiglia Haminoeoidea Pilsbry, 1895
    - Superfamiglia Newnesioidea Moles, Wägele, Schrödl & Avila, 2017
    - Superfamiglia Philinoidea Gray, 1850 (1815)

  - Ordine Pteropoda
    - Sottordine Euthecosomata
      - Superfamiglia Cavolinioidea Gray, 1850(1815)
      - Superfamiglia Limacinoidea Gray, 1840

    - Sottordine Gymnosomata
      - Superfamiglia Clionoidea Rafinesque, 1815
      - Superfamiglia Hydromyloidea Pruvot-Fol, 1942 (1862)

    - Sottordine Pseudothecosomata
      - Superfamiglia Cymbulioidea Gray, 1840

  - Ordine Runcinida
    - Superfamiglia Runcinoidea H. Adams & A. Adams, 1854

  - Ordine Umbraculida
    - Superfamiglia Umbraculoidea Dall, 1889 (1827)

  - Superordine Acochlidiimorpha
    - Superfamiglia Acochlidioidea Küthe, 1935
    - Superfamiglia Parhedyloidea Thiele, 1931

  - Superordine Eupulmonata
    - Ordine Ellobiida
      - Superfamiglia Ellobioidea L. Pfeiffer, 1854 (1822)

    - Ordine Stylommatophora
      - Sottordine Achatinina
        - Superfamiglia Achatinoidea Swainson, 1840
        - Superfamiglia Streptaxoidea Gray, 1860

      - Sottordine Helicina
        - Infraordine Arionoidei
          - Superfamiglia Arionoidea Gray, 1840

        - Infraordine Clausilioidei
          - Superfamiglia Clausilioidea Gray, 1855

        - Infraordine Helicoidei
          - Superfamiglia Helicoidea Rafinesque, 1815
          - Superfamiglia Sagdoidea Pilsbry, 1895

        - Infraordine Limacoidei
          - Superfamiglia Gastrodontoidea Tryon, 1866
          - Superfamiglia Helicarionoidea Bourguignat, 1877
          - Superfamiglia Limacoidea Lamarck, 1801
          - Superfamiglia Parmacelloidea P. Fischer, 1856 (1855)
          - Superfamiglia Trochomorphoidea Möllendorff, 1890
          - Superfamiglia Zonitoidea Mörch, 1864

        - Infraordine Oleacinoidei
          - Superfamiglia Haplotrematoidea H. B. Baker, 1925
          - Superfamiglia Oleacinoidea H. Adams & A. Adams, 1855

        - Infraordine Orthalicoidei
          - Superfamiglia Orthalicoidea Martens, 1860

        - Infraordine Pupilloidei
          - Superfamiglia Pupilloidea W. Turton, 1831

        - Infraordine Rhytidoidei
          - Superfamiglia Rhytidoidea Pilsbry, 1893

        - Infraordine Succineoidei
          - Superfamiglia Athoracophoroidea P. Fischer, 1883 (1860)
          - Superfamiglia Succineoidea Beck, 1837

        - Infraordine Helicina incertae sedis
          - Superfamiglia Coelociontoidea Iredale, 1937
          - Superfamiglia Papillodermatoidea Wiktor, R. Martin & Castillejo, 1990
          - Superfamiglia Plectopyloidea Möllendorff, 1898
          - Superfamiglia Punctoidea Morse, 1864
          - Superfamiglia Testacelloidea Gray, 1840
          - Superfamiglia Urocoptoidea Pilsbry, 1898 (1868)

      - Sottordine Scolodontina
        - Superfamiglia Scolodontoidea H. B. Baker, 1925

    - Ordine Systellommatophora
      - Superfamiglia Onchidioidea Rafinesque, 1815
      - Superfamiglia Veronicelloidea Gray, 1840

  - Superordine Hygrophila
    - Superfamiglia Chilinoidea Dall, 1870
    - Superfamiglia Lymnaeoidea Rafinesque, 1815

  - Superordine Pylopulmonata
    - Superfamiglia Amphiboloidea Gray, 1840
    - Superfamiglia Glacidorboidea Ponder, 1986
    - Superfamiglia Pyramidelloidea Gray, 1840

  - Superordine Sacoglossa
    - Superfamiglia Oxynooidea Stoliczka, 1868 (1847)
    - Superfamiglia Plakobranchoidea Gray, 1840
    - Superfamiglia Platyhedyloidea Salvini-Plawen, 1973

  - Superordine Siphonarimorpha
    - Ordine Siphonariida
      - Superfamiglia Siphonarioidea Gray, 1827